# Ізгрев (Варненська область)
І́згрев (болг. Изгрев) — село у Варненській області Болгарії. Входить до складу общини Суворово.

## Населення
За даними перепису населення 2011 року у селі проживали 145 осіб, усі — болгари.
Розподіл населення за віком у 2011 році:
Динаміка населення: